# William Cecil Slingsby

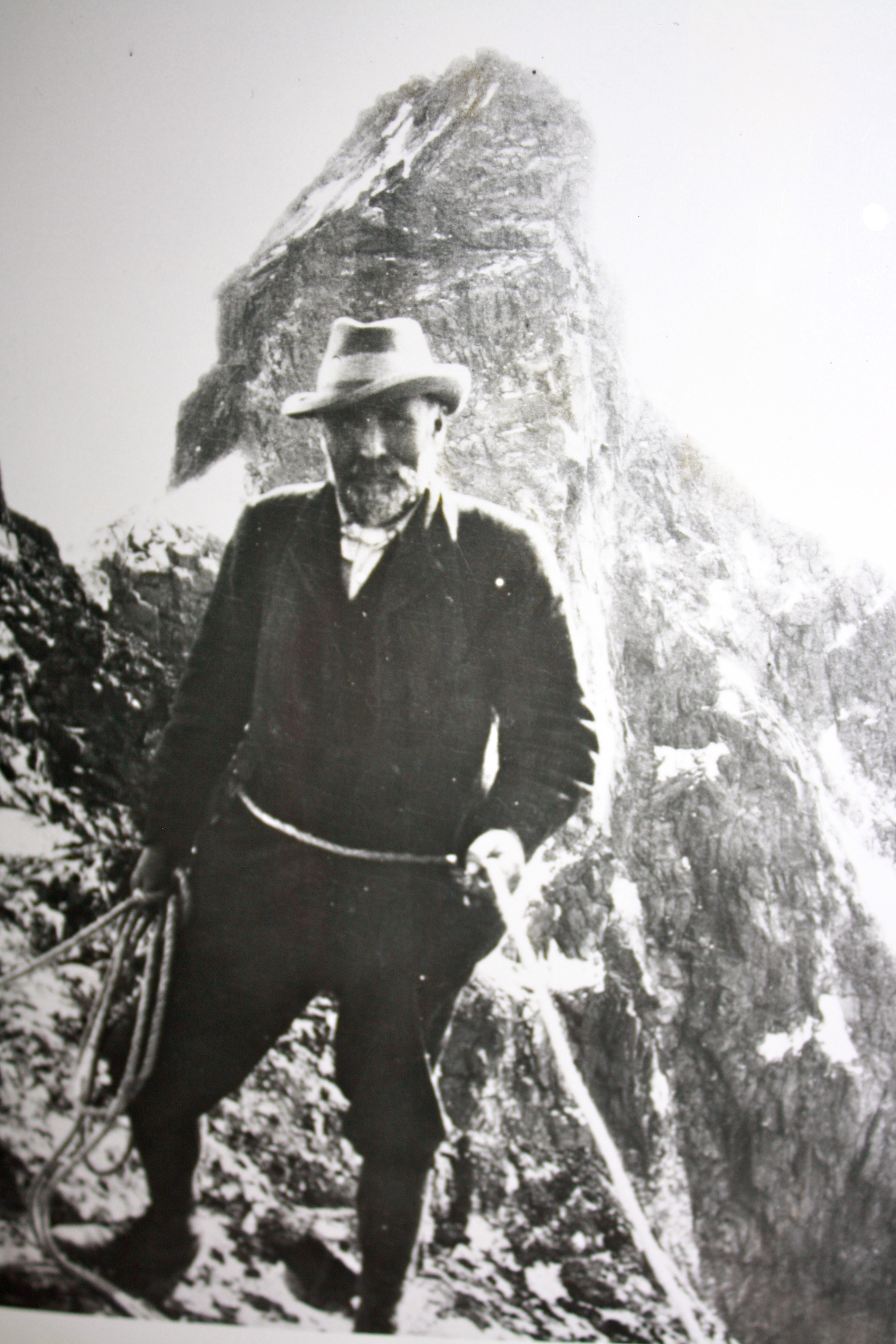
Slingsby (1908) am Vesle Skagastølstind

William Cecil Slingsby (* 1849 in Gargrave, North Yorkshire, England; † 23. August 1929 in Hurstpierpoint, West Sussex, England) war ein englischer Bergsteiger.
Er gilt als einer der Pioniere des Alpinismus in Norwegen und war Erstbesteiger mehrerer norwegischer Berge. Gemeinsam mit dem norwegischen Bergsteiger Kristian Bing (1862–1935) erkundete er den Jostedalsbreen, den größten Gletscher auf dem europäischen Festland.
Am bekanntesten dürfte Slingsby für die Erstbesteigung des Store Skagastølstind (2405 m) im Jahre 1876 sein. Bis dahin galt die Besteigung von Norwegens drittgrößtem Berg als unmöglich. Seine Überquerung des Keiser Passes (1.550 m) auf Skiern trug 1880 zur Popularisierung des Skibergsteigens bei.
Seine Touren und Erkundungen fasste er in dem 1904 erschienenen Bergsteigerbuch Norway: the Northern Playground zusammen. Slingsby war Ehrenmitglied des norwegischen Alpinvereins Norsk Tindeklub sowie des DNT.
William Cecil Slingsby hatte fünf Kinder. Seine jüngste Tochter, Eleanor Winthrop Young, wurde selber eine begeisterte Bergsteigerin und Mitbegründerin des britischen Klettervereins für Frauen Pinnacle Club.

## Publikationen
- W.C. Slingsby Norway: the Northern Playground, ISBN 1-904466-07-9